# Laringoespasme
Laringoespasme és una contracció muscular incontrolada o involuntària (espasme) de les cordes vocals. Es pot activar quan les cordes vocals o la zona de la tràquea per sota de les cordes vocals detecten l'entrada d'aigua, moc, sang o una altra substància. Pot estar associat amb estridor o retraccions.

## Senyals i símptomes
El laringoespasme es caracteritza per espasmes involuntaris dels músculs laringis. S'associa amb dificultat o incapacitat per respirar o parlar, retraccions, sensació d'ofec, que pot anar seguida d'una pèrdua de consciència induïda per hipòxia. Va seguit de tos paroxística i en els laringoespasme parcials es pot escoltar un estridor. Requereix una identificació ràpida per evitar possibles complicacions mortals. Pot presentar-se amb pèrdua de diòxid de carboni al final de la marea (per a pacients amb ventilació mecànica), retraccions del pit o del coll i moviments paradoxals de la paret toràcica.
La condició sol durar menys de 60 segons, però en els casos el bloqueig parcial pot durar de 20 a 30 minuts i dificultar la inspiració, mentre que l'exhalació segueix sent més fàcil.
És probable que més del 10% dels ofegaments impliquin laringoespasme, però l'evidència suggereix que normalment no és eficaç per evitar que l'aigua entri a la tràquea.

## Causes
El laringoespasme és un reflex primitiu de protecció de les vies respiratòries que funciona per protegir contra l'aspiració. Tanmateix, pot ser perjudicial si hi ha un tancament sostingut de la glotis que resulta en un bloqueig de la respiració que dificulta el lliure flux d'aire. Es pot activar quan les cordes vocals o la zona de la tràquea per sota de les cordes vocals detecten l'entrada d'aigua, moc, sang o una altra substància.
S'informa més sovint 1) postoperatòriament després de l'extubació endotraqueal o 2) després del reflux sobtat del contingut gàstric. És comú en l'ofegament. S'estima que en el 10% dels casos d'ofegament com a resposta a la inhalació d'aigua, la mort es produeix per asfíxia per laringoespasme sense aigua als pulmons. També és un símptoma d'⁣hipoparatiroïdisme. De vegades pot ocórrer durant el son, despertant la persona afectada. Aquestes interrupcions episòdiques del son s'han atribuït a una irritació aguda a causa del reflux gastroesofàgic.
En els nens, la detecció i el maneig ràpids són imprescindibles per prevenir complicacions mortals com ara l'aturada cardíaca, la hipòxia i la bradicàrdia.
Els pacients amb antecedents d'aspiració significativa, asma, exposició a irritants de les vies respiratòries (fum, pols, fums, ús de Desflurane), infeccions de les vies respiratòries superiors, anomalies de les vies respiratòries, anestèsia lleugera i pacients amb depressió aguda de l'estat mental poden tenir un major risc.
És probable que més del 10% dels ofegaments impliquin laringoespasme, però l'evidència suggereix que normalment no és eficaç per evitar que l'aigua entri a la tràquea.

## Prevenció
Quan la malaltia de reflux gastroesofàgic (GERD) és el desencadenant, el tractament de la GERD pot ajudar a controlar el laringoespasme. Els inhibidors de la bomba de protons com Dexlansoprazol (Dexilant), Esomeprazol (Nexium) i Lansoprazol (Prevacid) redueixen la producció d'àcids estomacals, fent que els líquids de reflux siguin menys irritants. Els agents procinètics redueixen la quantitat d'àcid disponible estimulant el moviment en el tracte digestiu.
Els pacients que són propensos al laringoespasme durant la malaltia poden prendre mesures per prevenir la irritació, com ara els antiàcids per evitar el reflux àcid.
Per al context agut, s'ha demostrat que fer una posició vertical de la part superior del cos escurça els episodis d'espasme. També es recomana fixar els braços en l'estabilització del cos i alentir la respiració.

## Incidència
La incidència s'ha estimat en aproximadament l'1% tant en població adulta com pediàtrica. S'informa que la seva incidència és més del triple en els més petits (del naixement fins als 3 mesos d'edat), augmentant fins al 10% en aquells amb vies respiratòries reactives. Altres subpoblacions amb alta incidència de laringospame inclouen pacients sotmesos a amigdalectomia i adenoidectomia (25%).

## Tractament
El laringoespasme menor pot resoldre's espontàniament en la majoria dels casos.
El laringoespasme és una de les complicacions intraoperatòries més freqüents. Pot ser mortal, ja que implica el tancament reflex dels músculs de la laringe i, per tant, provoca la incapacitat de ventilar el pacient. El tractament requereix netejar les secrecions de l'orofaringe, aplicar una pressió positiva contínua de les vies respiratòries amb oxigen al 100%, seguida d'aprofundir el pla d'anestèsia amb propofol o paralitzar amb succinilcolina.